# Divinylcyklopropan-cykloheptadienový přesmyk
Divinylcyklopropan-cykloheptadienový přesmyk je organická reakce spočívající v izomerizaci 1,2-divinylcyklopropanu na cykloheptadien nebo cykloheptatrien, podobná Copeovu přesmyku.
V roce 1960 bylo zjištěno, že 1,2-divinylcyklopropan se přesmykuje na cyklohepta-1,4-dien. Po objevu této reakce proběhlo několik mechanistických zkoumání, navazujících na zjištění, že je reakce strukturně a mechanisticky podobná přesmyku vinylcyklopropanu na cyklopenten. V 70. letech 20. století začala být tato reakce synteticky využívána a je užitečná na přípravu sedmičlenných kruhů; jsou také známy varianty využívající heteroatomy.
(1)
Výhodami jsou často samovolný průběh bez nutnosti katalyzátoru a nízký podíl vedlejších reakcí (za nepřítomnosti heteroatomů v řetězcích). K nevýhodám patří potřeba přesné konfigurace výchozích látek, kdy trans-divinylcyklopropany často vyžadují k provedení přesmyku izomerizaci zahřátím. Přesmyky zahrnující heteroatomy mívají v důsledku vedlejších reakcí nižší výtěžnosti.

## Mechanismus a stereochemie

### Převažující mechanismus
Hlavním předmětem sporů ohledně tohoto přesmyku je, zda probíhá soustředěným (sigmatropním) nebo postupným (diradikálovým) mechanismem. Mechanistické experimenty naznačují, že trans-divinylcyklopropany se epimerizují ma odpovídající cis-izomery a přesmyk u nich pravděpodobně probíhá soustředěně. Navržený přechodný stav má lodičkovou konformaci, která vysvětluje stereospecifitu reakce. Zda úvodní epimerizace trans-substrátů probíhá s jedním, nebo dvěma centry, je většinou nejasné.
(2)
Jsou známy varianty katalyzované přechodnými kovy, kde se vyskytují různé mechanismy. Při reakci využívající bis(ethylen)-hexafluoracetylacetonát rhodia koordinace a tvorba bis-π-allylového komplexu probíhají před elektrocyklickým uzavíráním kruhu a uvolněním katalyzátoru.
(3)

### Stereoselektivní provedení
Reakce divinylcyklopropanů obsahujících substituované dvojné vazby jsou stereospecifické vůči konfiguracím na dvojných vazbách — cis,cis-izomery dávají vzniknout cis-produktům, zatímco z cis,trans-izomerů se tvoří trans.produkty. Při použití neracemických výchozích látek tak vznikají chirální sloučeniny, a to bez ztráty enantiomerní čistoty.
(4)

## Rozsah a omezení
Při této reakci lze použít široké spektrum divinylcyklopropanů. Tyto látky lze získat různými postupy, například adičními reakcemi cyklopropylových nukleofilů (lithných nebo měďnatých), které aktivují dvojné či trojné vazby, po kterých následují eliminace bis(2-haloethyl)cyklopropanů a cyklopropanace.
V níže uvedeném případě se adicí-eliminací za přítomnosti sloučeniny mědi vytvoří enon 1, jenž se přesmykuje na spirocyklický meziprodukt 2;
(5)
k cyklopropanacím lze použít i organolithné sloučeniny, které se ale na karbonyly navazují přímo, přičemž vytváří produkty s kondenzovanými kruhy.
(6)
Po eliminacích ditosylátů nastávají přesmyky; vzniklé chlorované cykloheptadieny se tak izomerizují na konjugované heptadieny 3.
(7)
Cyklopropanace konjugovaných diazosloučenin vytvářejí divinylcyklopropany, následně se přesmykující. Při použití cyklických substrátů vznikají můstkové molekuly.
(8)
Do těchto reakcí je možné zapojit také substráty se tříčlennými heterocykly. cis-Divinylepoxidy za teplot kolem 100 °C poskytují oxepiny, u jejich trans-izomerů se také objevují přesmyky na dihydrofurany přes karbonylylidy; tytéž ylidy byly také navrženy jako přímé prekurzory oxepinů 4. Konjugované dienylepoxidy dávají vzniknout podobným produktům, což podporuje předpoklady o ylidových meziproduktech.
(9)
Divinylované aziridiny reagují obdobně a v závislosti na relativní konfiguraci výchozích látek tvoří azepiny nebo vinylované pyrroliny.
Divinylthiirany lze použít na tvorbu thiepinů nebo dihydrothiofenů, jejich reakce jsou ale pomalejší než u odpovídajících dusíkatých a kyslíkatých heterocyklů.

## Využití
První přípravu cykloheptadienu přesmykem divinylcyklopropanu provedl Adolf von Baeyer během syntézy eukarvonu z karvonhydrobromidu. Mechanistickými studiemi bylo zjištěno, že tato varianta přesmyku probíhá soustředěným mechanismem Copeova typu.
(10)
Při Eschenmoserově syntéze kolchicinu byl přesmyk tohoto druhu použit k vytvoření sedmičlenného kruhu cílové molekuly.
(11)
Při syntéze racemického sireninu se potřebný divinylcyklopropan vytváří Wittigovou reakcí; cílová molekula poté vzniká hydrogenací produktu přesmyku.
(12)

## Provedení

### Reakční podmínky
Divinylcyklopropan-cykloheptadienový přesmyk se obvykle provádí ihned po vytvoření divinylcyklopropanu, ve stejné nádobě. V některých případech, hlavně u trans-substrátů, které se z většiny před přesmykem epimerizují, je třeba reakční směs zahřívat.

### Příklad
(13)
Do chladného (–78 °C) míchaného roztoku diisopropylamidu lithného (1,4–1,5 mmol/mmol ketonu) v suchém tetrahydrofuranu (4 ml/mmol zásady) v argonové atmosféře se pomalu přidává roztok n-butyl-trans-2-vinylcyklopropylketonu (1,19 mmol) v suchém tetrahydrofuranu (1 ml/mmol ketonu) a vzniklý roztok se míchá 45 minut při –78 °C. Poté se přidá roztok právě vysublimovaného terc-butyldimethylsilylchloridu (1,6 mmol/mmol ketonu) v suchém tetrahydrofuranu (1 ml/mmol chloridu) a suchý hexamethylfosforamid (0,5 mL/mmol ketonu). Následně se roztok míchá 15 minut při –78 °C a poté 2–3 hodiny za pokojové teploty. Následuje vytřepávání mezi nasyceným vodným roztokem hydrogenuhličitanu sodného (10 ml/mmol ketonu) a pentanem (20 mL/mmol ketonu). Vodná fáze se dvakrát promyje pentanem. Vzniklý extrakt se čtyřikrát promyje nasyceným vodným roztokem shydrogenuhličitanu sodného a dvakrát solankou, po čemž se vysuší pomocí pomocí síranu hořečnatého. Po odstranění rozpouštědla následuje destilace zbývajícího oleje, čímž vzniká příslušný silylenolether v podobě bezbarvého oleje. Poté se provede tepelný rozklad silylenoletheru zahříváním v argonové atmosféře na 230 °C po 30–60 minut. Destilací vzniklého materiálu (140–150 °C/1,6 kPa) vzniká cykloheptadien s 85% výtěžností.